# Fortuna Hjørring
A Fortuna Hjørring egy dán élvonalbeli női labdarúgócsapat. Székhelye Hjørringben található. Hazai mérkőzéseiket a Hjørring Stadionban rendezik.

## Története
Az 1966-ban alakult klubot Frems Venner néven hozták létre. Az egyesület asztalitenisz, kézilabda és labdarúgó szakosztályt is üzemeltet. Fortuna Hjørring néven 1977-től keltezik, női labdarúgó szekciója pedig Dánia egyik legkiterjedtebb szervezete. Első csapata a dán élvonalban, második számú kerete a másodosztályban, az utánpótlás csapatok korosztályos ligákban vesznek részt.
Az ország egyik legeredeményesebb klubjaként többszörös bajnok és nemzeti kupagyőztes.

## Sikerlista
- Dán bajnok (11): 1994, 1995, 1996, 1999, 2002, 2009, 2010, 2014, 2016, 2018, 2020
- Dán kupagyőztes (9): 1995, 1996, 2000, 2001, 2002, 2006, 2008, 2016, 2019

## Játékoskeret
2021. szeptember 1-től
| #  |     | Poszt | Név                   |
| -- | --- | ----- | --------------------- |
| 1  | DEN | K     | Freja Thisgaard       |
| 16 | DEN | K     | Laura Jensen          |
| 25 | DEN | K     | Marie Gade            |
| 27 | DEN | K     | Line Geltzer Johansen |
| 33 | USA | K     | Adelaide Gay          |
| 3  | ROM | V     | Maria Ficzay          |
| 4  | AUS | V     | Angela Beard          |
| 5  | AUS | V     | Alexandra Huynh       |
| 14 | DEN | V     | Rebekka Frederiksen   |
| 19 | DEN | V     | Laura Frank           |
| 24 | DEN | V     | Lærke Hammer          |
| 66 | USA | V     | Janelle Cordia        |
| 2  | AUS | KP    | Clare Wheeler         |
| 9  | DEN | KP    | Sofie Lundgaard       |

| #  |     | Poszt | Név                      |
| -- | --- | ----- | ------------------------ |
| 10 | DEN | KP    | Emma Snerle              |
| 13 | DEN | KP    | Olivia Holdt             |
| 15 | DEN | KP    | Ellen Frank              |
| 20 | DEN | KP    | Mathilde Vistisen        |
| 22 | DEN | KP    | Mathilde Carstens        |
| 23 | DEN | KP    | Anne Brøgger Madsen      |
| 6  | DEN | CS    | Signe Clausen            |
| 7  | AUS | CS    | Indiah-Paige Riley       |
| 11 | ROM | CS    | Florentina Olar          |
| 18 | GRL | CS    | Asii Berthelsen          |
| 21 | DEN | CS    | Sille Mølgaard Fejerskov |
| 47 | DEN | CS    | Caroline Olesen          |
| 91 | DEN | CS    | Camilla Kur Larsen       |

## Korábbi híres játékosok
| - Janni Arnth - Signe Bruun - Sarah Dyrehauge Hansen - Nina Frausing-Pedersen - Luna Gevitz - Line Sigvardsen Jensen - Mette Jensen - Heidi Johansen - Camilla Kur Larsen - Maria Lindblad Christensen - Janne Madsen - Lise Munk - Nadia Nadim - Karoline Smidt Nielsen - Sofie Junge Pedersen - Caroline Rask - Johanna Rasmussen - Frederikke Thøgersen | - Thori Staples Bryan - Alison Forman - Sunni Hughes - Julie Murray - Tamires - Portia Modise - Sanni Franssi - Nora Heroum - Tuija Hyyrynen - Emma Byrne - Stephanie Al-Naber - Augustine Ejangue - Chi-Chi Igbo - Florentina Olar-Spânu - Nevena Damjanović - Dominika Čonč |